# 2丁拳銃の拳 (Gu)
『2丁拳銃の拳 (Gu)』（にちょうけんじゅうのぐう）は、ヨシモトファンダンゴTVで放送されていたテレビ番組。

## 出演者

### レギュラー
- 2丁拳銃

### ゲスト
- 次長課長
- チャイルドマシーン
- ハローバイバイ
- タカアンドトシ
- インパルス
- カラテカ
- ロバート
- ニブンノゴ!
- トータルテンボス
- 佐久間一行
- 森三中
- サカイスト
- パンクブーブー
- ラフ・コントロール
- だいたひかる
- ほか

## 内容
若手芸人たちが、2丁拳銃の川谷修士率いる青チームと小堀裕之率いる赤チームとに分かれてバトルを繰り広げる模様を放送していた。
収録はルミネtheよしもとで行われていた。